# Women's Army Corps

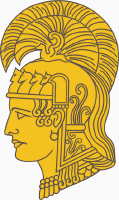
WomensArmyCorpBC

Women's Army Corps (WAC) var en kvinnoavdelning inom USA:s armé 1942-1978. Den bildades som Women's Army Auxiliary Corps (WAAC) under andra världskriget och blev permanent 1943. Den upplöstes då särbehandlingen formellt upphörde och kvinnor integrerades i den ordinarie armén 1978. 